# Espoey
Espoey – miejscowość i gmina we Francji, w regionie Nowa Akwitania, w departamencie Pireneje Atlantyckie.
Według danych na rok 1990 gminę zamieszkiwało 677 osób, a gęstość zaludnienia wynosiła 50 osób/km² (wśród 2290 gmin Akwitanii Espoey plasuje się na 592. miejscu pod względem liczby ludności, natomiast pod względem powierzchni na miejscu 848.).